# Обласні автомобільні шляхи Хмельницької області
Обласні автомобільні дороги Хмельницької області — автомобільні шляхи обласного значення, що проходять територією  Хмельницької області України. Список включає усі дороги місцевого значення області, головним критерієм для визначення порядку слідування елементів є номер дороги у переліку.